# سیارک ۲۵۶۲۵
سیارک ۲۵۶۲۵ (به انگلیسی: 25625 Verdenet، نامگذاری:2000AN48) بیست و پنج هزار و ششصد و بیست و پنجمین سیارک کشف شده‌است که در ۵ ژانویه ۲۰۰۰ کشف شد.
قدر مطلق سیارک برابر ۱۴٫۸ است.